# Carrer Soledat (Igualada)
El Carrer Soledat és un carrer del municipi d'Igualada (Anoia) que té alguns edificis que formen part de l'Inventari del Patrimoni Arquitectònic de Catalunya. A Igualada s'hi troben diverses cases setcentistes, ja que a finals del segle xviii hi ha un creixement industrial que fas que es donin aquestes construccions molt iguals.

## Número 53
En l'edifici trobem a la planta baixa un gran portal. Als pisos superiors hi trobem petites finestres sense alineació determinada. Com a coronament de l'edifici hi veiem dues grans obertures, segurament per a poder-hi entra els productes agrícoles amb més facilitat. El conjunt és, doncs, auster i relativament pobre d'originalitat arquitectònica. Les seves característiques constructives, estreta de façana i de dos pisos d'alçada, són aspectes comuns en les cases d'aquesta tipologia, les quals venien condicionades per la servitud de la llargada màxima de les bigues de fusta entre paret i paret i per la seva destinació, en la majoria dels casos a habitatges unifamiliars.

## Número 57
En la façana trobem uns esgrafiats que recorren la part superior de les obertures, resseguint una cornisa que en separa i marca els pisos en la façana. Aquest esgrafiats són de tipus geomètrics floral i deixen entreveure la influència de la secció vienesa. Pel que fa a l'estructura, s'hi pot observar la influència de l'arquitectura de Pau Salvat (que en aquells any era arquitecte municipal sense remuneració), ja que en els dos pisos les obertures són fetes amb arc salmejats. L'interior de l'edifici trobem uns esgrafiats en el sòcol de tipus geomètric centrat en una flor esquematitzada. L'edifici és coronat per una mena de merlets que presenten esgrafiats, estan units entre ells per unes baranes treballades a l'estil de l'època. El promotor de l'obra fou Josep Biosca i Vila.